# Incilius epioticus
Incilius epioticus és una espècie d'amfibi que viu a Costa Rica i Panamà.